# Битва при Портреда-де-Гіас
Битва при Портада-де-Гіас , також звана битвою при Гії або Піньонате , — це зіткнення, яке відбулося 21 серпня 1838 року між чилійсько-перуанськими силами, які входили до складу Об'єднаної армії відновлення , та перуанськими військами, які номінально все ще служили Перуансько-Болівійської конфедерації , але вожді якої фактично вирішили вигнати чилійських і болівійських загарбників.
Відновними силами командував чилійський генерал Мануель Булнес , а перуанськими силами - маршал Луїс Хосе де Орбегосо , який одночасно був президентом Північно-Перуанської держави . Воно велося на околицях Ліми , перед Портада-де-Гіяс, однією з воріт старого міста, обнесеного муром , розташованого на нинішньому перехресті проспектів Тупак Амару та Какета . Його результатом стала поразка північно-перуанських військ, зумовлена чисельною перевагою супротивників.

## Передумови
Друга реставраційна експедиція, що складалася з союзних перуанських і чилійських сил з метою припинення перуансько-болівійської конфедерації , складалася з 5400 чоловік під командуванням чилійського генерала Мануеля Булнеса . Його супроводжували Агустін Гамарра , Мануель Ігнасіо де Віванко , Феліпе Пардо і Аліага , Мануель де Мендібуру , серед інших перуанських вигнанців, які запропонували відновлення попередньої політичної ситуації в Перу.
Верховний протектор Конфедерації, Андрес де Санта-Крус , керував більшою частиною армії Конфедерації на півдні Перу . Під Лімою залишилася тільки одна дивізія, яка мала діяти в поєднанні з військами Північно-Перуанської держави . Президент зазначеного штату, маршал Луїс де Орбегозо , за ініціативою генерала Домінго НієтоВін повстав проти Санта-Круса і оголосив про розпуск Конфедерації, пізніше вступивши в переговори з Булнесом про можливий союз проти Санта-Круса. Але обидва вожді не довіряли один одному і насправді хотіли виграти час: Орбегосо хотів покращити своє військове становище, тоді як Булнес хотів відпочити своїм військам, втомленим довгою дорогою з Вальпараїсо . Нарешті, заявивши про вандалізм , якому піддалися чилійці, секретар Орбегозо оголосив переговори зірваними.  Згідно з цими попередніми даними, Мануель Булнес вирішив висадитися в Анконі , на північ від Ліми, 7 і 8 серпня 1838 року, щоб перерізати лінію ворога.
За даними чилійських агентів, які повернулися з переговорів, 11 липня перуанські сили налічували 4136 чоловік, розподілених таким чином: 2036 у Лімі, 900 у Кальяо та 1200 у Патівільці. 2
Група перуанців на чолі з Віванко і Пардо відокремилася від армії, що відновлювалася, стверджуючи, що вони прийшли битися з Санта-Крусом і болівійцями, але не з перуанцями.
Орбегозо та його генерал Домінго Нієто домовилися протриматися в Лімі . До них приєднався генерал Хуан Франсіско де Відаль , який прибув з Уараса на чолі колони. Усі вони втілювали чисте перуанське почуття, оскільки пропонували вигнати і чилійців, і болівійців.

## Попередні ходи
Знаючи про прибуття чилійців, генерал Орбегозо зосередив свої сили в Чанкаї для захисту столиці. Тоді як реставратори почали просування до Ліми.
Тим часом генерал Домінго Ньєто зайняв хорошу оборонну позицію в Чакра-Серро, за чверть ліги від долини Копакабана (місце, яке зайняли реставратори, щоб розпочати марш до Ліми), із загалом приблизно 3200 чоловік.  Помітивши це, генерал Булнес пройшов праворуч і пішов відпочити на ферму Колліко. Ньєто рушив на південь, до позиції Аснапукіо , використовуваної роялістами в 1821 році . Враховуючи це, Булнес планував залишити Колліко об 11 годині ранку 16 серпня і розгорнув свої сили перед північно-перуанськими позиціями, роблячи все можливе, щоб Ньєто напав на нього. Через 45 хвилин він продовжив марш до Наранджала.
У другій половині дня 18 серпня чилійський вождь встановив свою штаб-квартиру в Ла Легуа, між Лімою і Кальяо, і залишився там 19 і 20 числа.
На основі доповідей, які він отримав від ескадри, яка блокувала порт Кальяо, і проведеної розвідки, Булнес був поінформований, що і Ліма, і Кальяо майже не охороняються, тому він мав можливість зайняти обидва міста без бою. Але оскільки він мав війська генерала Ньєто на півночі (в Аснапукіо), він не зробив цього, оскільки йому довелося б розділити свої сили, щоб зайняти міста та протистояти Ньєто.
Опівдні 21 серпня за наказом Булнеса реставратори просунулися до ферми Палао, оскільки він хотів уникнути прямого зіткнення з позиціями Орбегозо. О третій годині дня сили відновлення, а також половина флангів і дві роти під командуванням генералів Рамона Кастілья та Реміхіо Деустуа (батька перуанського філософа Алехандро Деустуа ) зупинилися перед Портада де Гіас. Відновлювальна армія підтримувала праворуч на річці Римак, а ліворуч — на пагорбі Аманкес.
18 серпня 1838 року реставратори зайняли ферму Конча та розширили свої лінії до Ла-Магдалини , для чого було необхідно прикрасити ворота Ліми Хуана Симона та Гвадалупе, тоді як ворота Кальяо захищав Ньєто, а ворота Монсеррате – для Відаля . Орбегосо стояв у саду Гамбоа. Дахи біля стін були переповнені глядачами, які хотіли побачити загарбників. 
Генерал Орбегозо, який вийшов на околиці Ліми з позиції Ньєто, негайно зібрав свої сили, які були розподілені вздовж широкого шосе, що з'єднує Ла Легуа з воротами Кальяо.
Однією шеренгою справа наліво стояли 2-й батальйон Аякучо, Легіон і № 4. Гусари Хуніна були розташовані позаду та на крилах батальйону Легіону. Головний міст у Лімі був зайнятий 200 чоловіками з батальйону Serenos, які ховалися на дахах будинків і в декоративній арці, яка існувала на мосту. На іншому березі річки та в частині старих міських стін, на висоті Монсеррат, був розташований 1-й батальйон Аякучо під командуванням генерала Домінго Нієто . Висоту праворуч зайняла рота гренадерів. А кам'яний міст захищали три артилерійські одиниці, рота і група озброєних жителів. 
Перуанський генерал, дізнавшись, що армія, що відновлювалася, наближається до Портада-де-Гіас, рушив туди і наказав своїм військам вийти і зайняти позиції. За кілька днів до цього Орбегозо та його офіцери домовилися не вести битви у відкритому полі й обмежитися обороною міста, оскільки чисельність ворога була переважною. Але ця домовленість не була виконана і бій проходив імпровізовано, без будь-якого планування. Відповідно до заяви Ньєто, Орбегозо був підштовхнутий до бою Санта-Крукістас, які його оточили.

## Битва
21 серпня генерал Орбегозо наказав своїм солдатам сховатися за деревами, пересіченою місцевістю та будівлями. Він також послав 500 вершників з наказом озлобити відновлювальні сили. О 02:30 пополудні, перетнувши довгу ущелину, авангард Армії Відновлення, яким передували 25 егерів на конях і командував генерал Рамон Кастілья, досяг скелястої місцевості, коли на них напали ворожі партизани. Завдяки контратаці ескадронів уланів і егерів армії Реставрації вдалося продовжити просування до Гіяс, але після півторагодинного бою у них закінчилися боєприпаси. У той час вони отримали підкріплення 1-ї реставраційної дивізії, чиї Карампанг і Кольчагуабатальйони за підтримки 2 гармат увірвалися в центр північно-перуанської лінії. Бій був надзвичайно жорстоким, оскільки відновлювальні війська відчували вогонь з фронту, з флангів і з навколишніх будівель, зберігаючи таку обстановку тривалий час.
Уже майже вночі ситуація була ще невирішальною, тому генерал Булнес наказав батальйонам Порталес і Вальпараїсо наступати праворуч, а роті з Карампангу — ліворуч, щоб зламати північно-перуанський опір. Враховуючи це, генерал Орбегозо наказав своїй кавалерії атакувати, але всі його спроби зазнали невдачі, тому вона розсіялася під час відступу до Ліми. Це залишення кавалерії вплинуло на моральний стан перуанських захисників, які швидко почали поступатися, відступаючи до кам'яного мосту Ліми. Під час бою перуанський полковник Хав'єр Панісо і Рамірес захищав міст через Рімак і був застрелений.
Наприкінці дня армія відновлення рушила на головну площу, де знаходився генерал Домінго Нієто з батальйоном Аякучо . Не маючи змоги відновити чи відступити, Булнес наказав полковнику Педро Годой, який змусив міст, що з'єднує Маламбо з Лімою, переслідувати їх 2-ю дивізією, за допомогою якої було здійснено потужний багнетний удар, досягнувши о 08:30 зайняття Пласа Майор де . Ліма . 
Генерал Нієто, побачивши програну битву, відійшов до фортеці Реал Феліпе разом із залишками своїх військ; Зі свого боку генерал Орбегозо сховався в місті; а що стосується Відаля, який був поранений, він вийшов з бою і повернувся в Уараз . Решта перуанських сил розпорошилася.
Згідно з чилійськими джерелами, втрати сил Орбегосо становили близько 1000 чоловік, включаючи загиблих, поранених і полонених. Реабілітаційні втрати склали 40 загиблих і 141 поранених. 
Перуанська історіографія оповідає, що після битви місто було піддано пограбуванню та спаленню; під час бою поранених «оглядали» — тобто страчували — що пояснювало б велику кількість загиблих і малу кількість поранених з перуанської сторони. Серед жертв були жінки та діти, тіла яких забрали наступного дня. 

## Наслідки
Окупація Ліми дозволила відновити дію конституції Перу 1834 року та обрати великого маршала Агустіна Гамарру тимчасовим президентом Перу  за рішенням зустрічі сусідів 24 серпня 1838 року. Поряд з цим , почалася організація перуанської армії із закликами до переможених бійців Гіаса приєднатися до реставраціоністів, що не принесло результатів. Так само в перших числах вересня полковник Хуан Крісостомо Торріко , відповідальний за організацію Перуанського легіону , і полковник Фрісанчо, з Cazadores del Perú, вдалося набрати лише 500 чоловік, розподілених у 4 роти. Це було пов’язано з тим, що в цьому районі більшість чоловіків були послідовниками генерала Орбегозо або захисника Андреса де Санта-Круса. У зв’язку з цими подіями Рамон Кастілья відправився в Чанкай , а генерал Антоніо Гутьєррес де ла Фуенте вирушив у Чоррільйос до департаменту Ла Лібертад, щоб набрати людей для армії, але їм це не вдалося. Звичайно, департаменти Ла-Лібертад і Уайлас висловилися за Гамарру.
Що стосується армії Орбегозо, деякі з тих, хто розсіявся в битві при Гіасі, знайшли притулок у фортеці Кальяо, інші втекли на околиці Ліми, щоб сформувати партизанів, щоб протистояти реставраторам.
Щодо їхніх босів, то генерал Франсіско Відаль буде оголошений верховним босом в Уаразі, але після угоди з Гамаррою він став частиною сил реставраціоністів. Зі свого боку генерал Нієто зумів пройти від Кальяо до Супе в надії зібрати нову армію, щоб протистояти реставраторам. Орбегозо, який кілька днів переховувався в Лімі, переодягнений відправився до фортеці Кальяо, де вирішив протистояти реставраторам. 
Тепер Булнес і Гамарра мали б тим часом зіткнутися з трьома проблемами, які було важко вирішити: облога Кальяо , боротьба з партизанами навколо столиці та збільшення армії за рахунок формування перуанських підрозділів. Тим часом захисник Андрес де Санта-Крус готувався кинути свою армію для нападу на Ліму, окуповану реставраційними силами.